# Feuerschiff Fladen
Das Feuerschiff No. 29 Fladen ist ein ehemaliges schwedisches Feuerschiff, heute ein schwimmendes Museumsschiff als Teil des Schifffahrtmuseums Maritiman in Göteborg. 

## Geschichte
Das Feuerschiff Ölandsrev wurde in der Bergsunds Mekaniska Verkstad in Stockholm 1914/15 als Motorschiff aus Stahl mit zwei Rohöl-Motoren von Bolinder-Munktell fertiggestellt und war als einziges schwedisches Feuerschiff mit zwei Propellern ausgestattet. Die Baukosten betrugen damals 275.000 SEK. Das Schiff hatte zwei Signalmasten und mittschiffs eine turmartige Laterne mit Galerie. Auf beiden Seiten des roten Schiffskörpers in großen weißen Buchstaben der Name ÖLANDSREV und am Heck die Schiffsnummer No.29.  
Das Leuchtfeuer des Schiffes bestand aus einem Linsenapparat mit einem Objektiv 4. Ordnung und Spiegeln mit einer rotierenden Leuchte von AGA mit einem Acetylenbrenner (AGA-Fyren). Die Nebelsignalisierung bestand aus der Nebelsirene mit einem Ton (5 s/min). Zur Reserve gab es einen Nebelglocke.
Ein Umbau erfolgte im Jahr 1933. Das Leuchtfeuer wurde mit einer 500-W-Glühlampe elektrifiziert. 1951 wurde der Dienst auf der Station eingestellt durch die Inbetriebnahme des neuen Caisson-Leuchtturms Ölands Södra Grund. Es folgten von 1952 bis 1967 die Station Hävringe und von 1968 die Station Fladen bis 1969, der Außerdienststellung. Die Funktion wurde vom unbemannten Leuchtturm C0671 übernommen. Seit den 1990er Jahren befindet sich das ehemalige Fyrskepp No.29 in gutem Zustand als Museumsschiff in Göteborg. 2008 erfolgte eine umfangreiche Restaurierung, das Interior entspricht wieder dem der 1950er Jahre.

## Lage
Am Liegeplatz in der Altstadt am Packhuskajen, unweit der Oper, befinden sich weitere Museumsschiffe. Die Sammlung des Maritiman umfasst 19 Schiffe, das älteste Sölve aus dem Jahr 1875 und das größte Småland von 1952.

Bilder vom ehemaligen Feuerschiff im Maritman
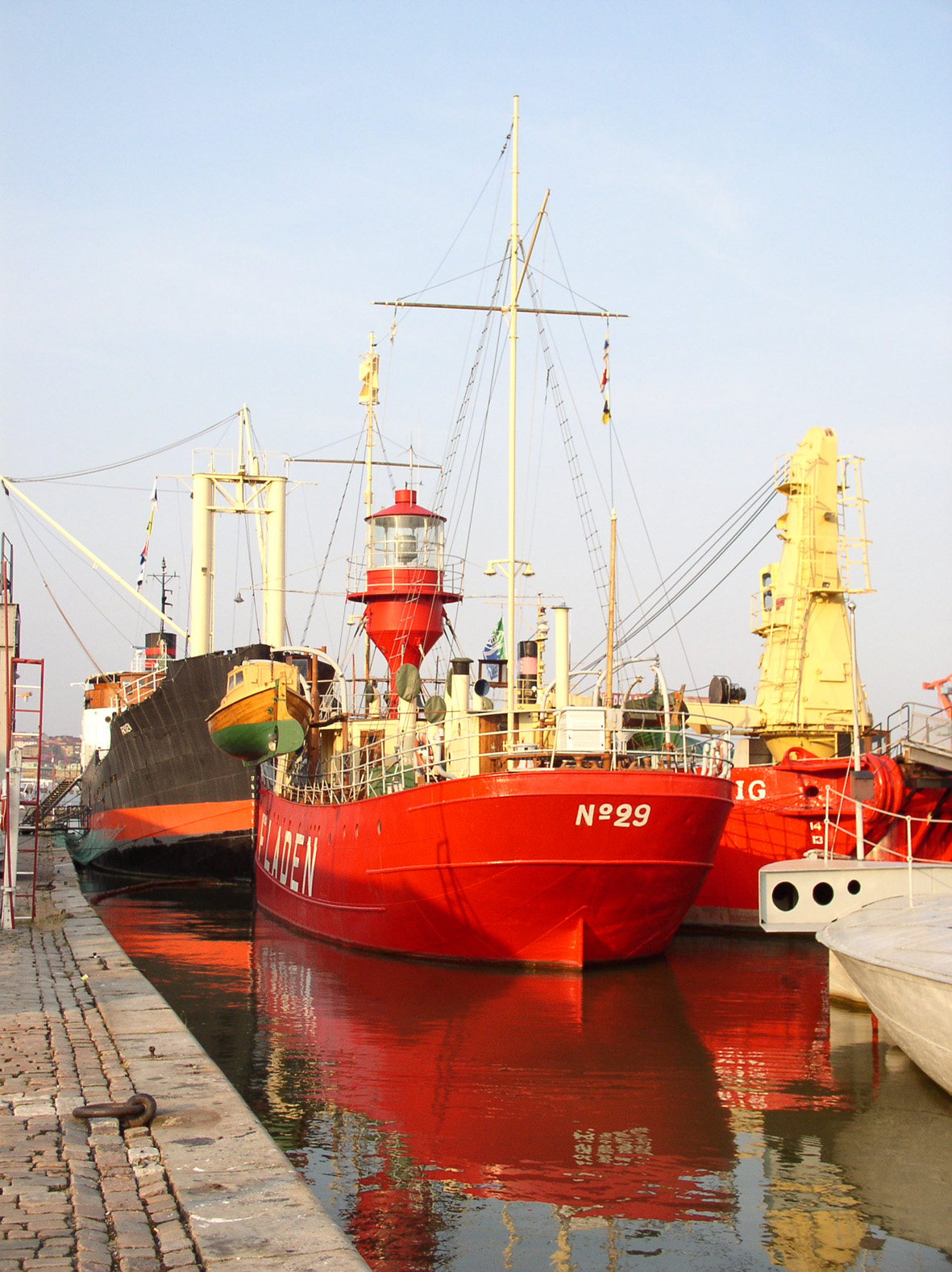
2007
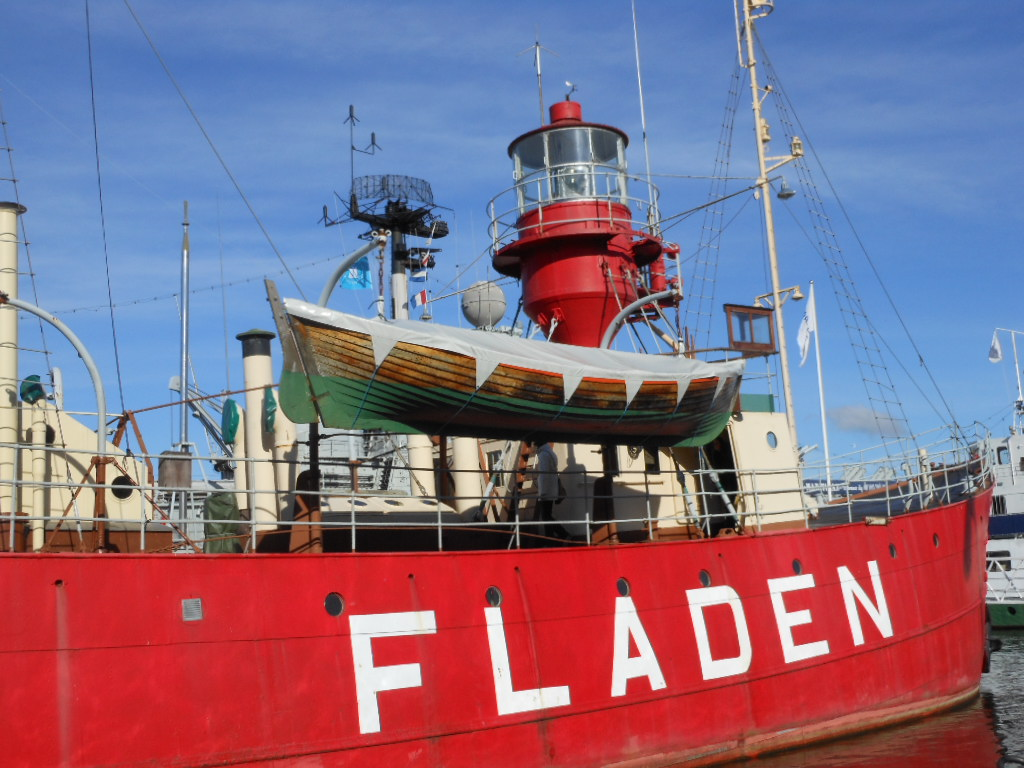
2012
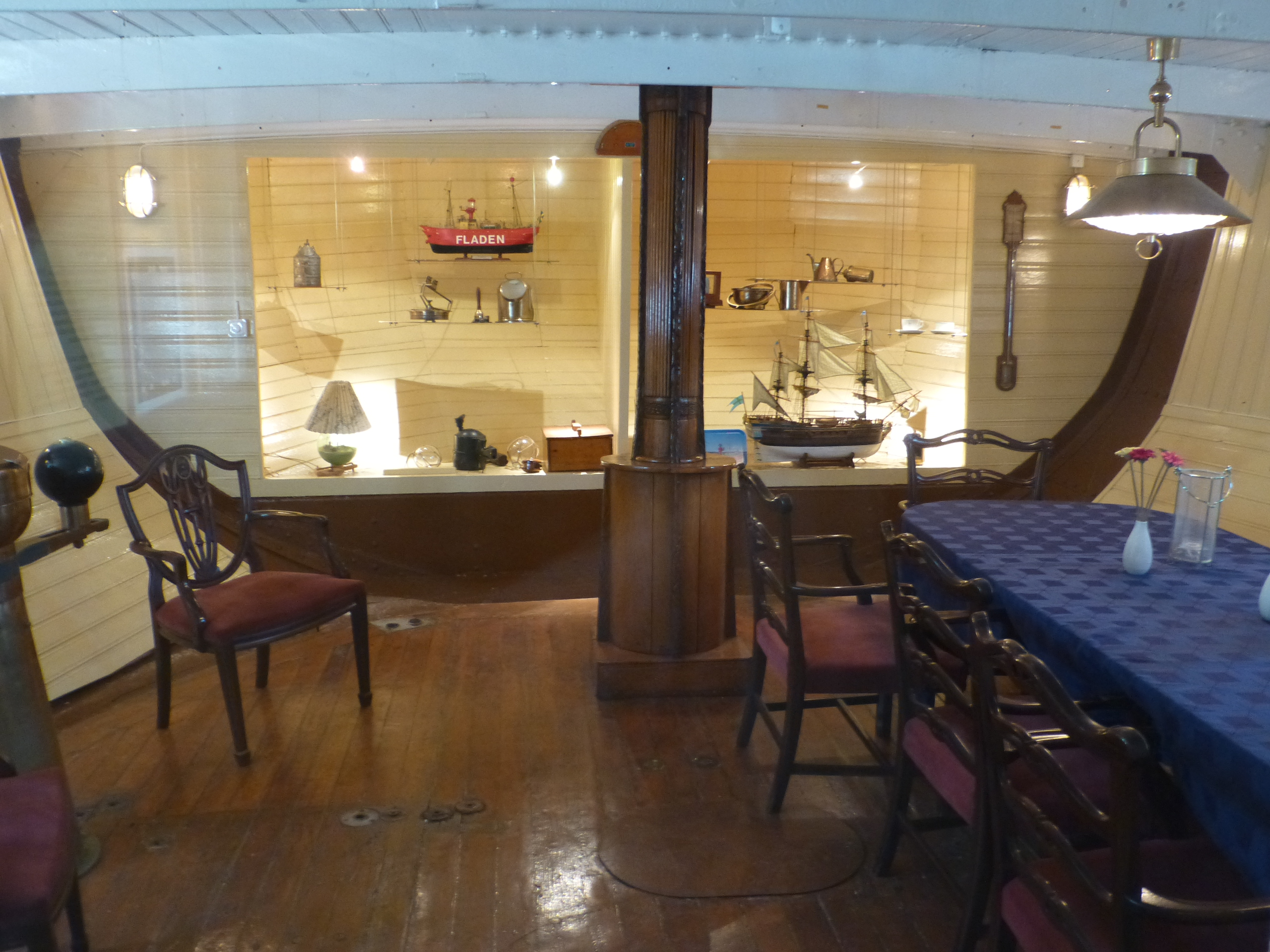
Unter Deck, 2015